# Warka (comune urbano)
Warka è un comune polacco situato sulla riva sinistra del fiume Pilica, 60 km a sud di Varsavia, con 11.404 abitanti (2009). È parte del distretto di Grójec, nel voivodato della Masovia dal 1999; in precedenza era nel voivodato di Radom dal 1975 al 1998. 
Warka è famosa per una nota birreria, del 1478.